# Hannoveraan

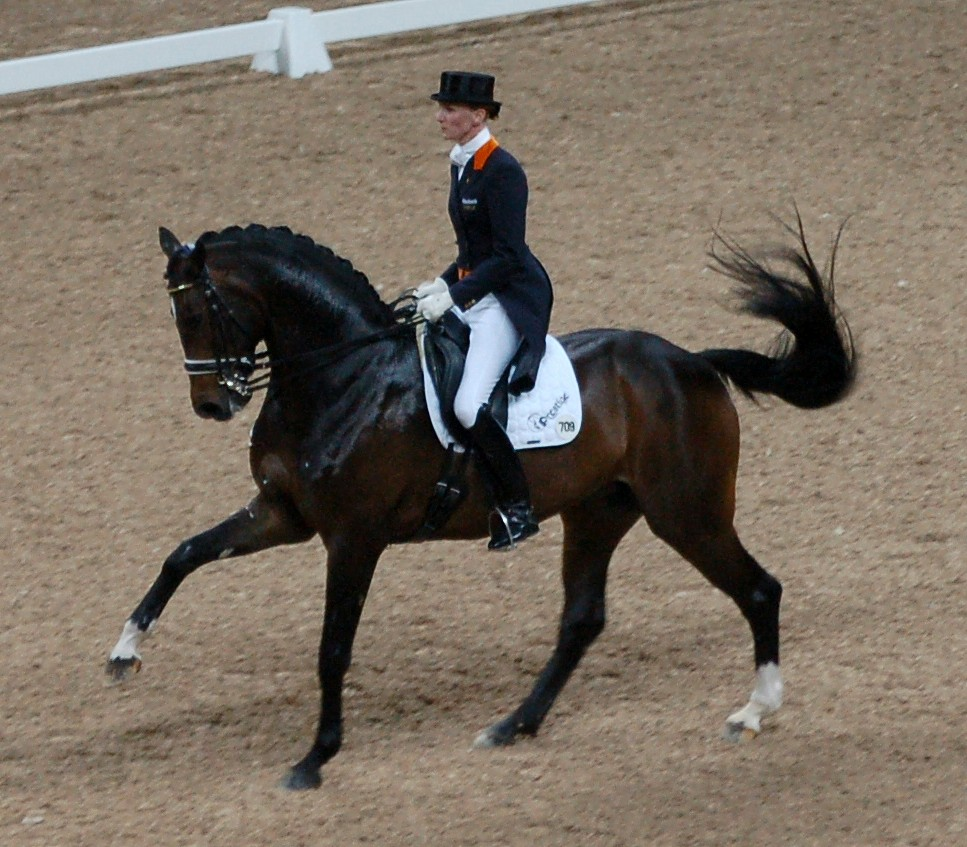
Imke Schellekens-Bartels met Sunrise van Singular Joter

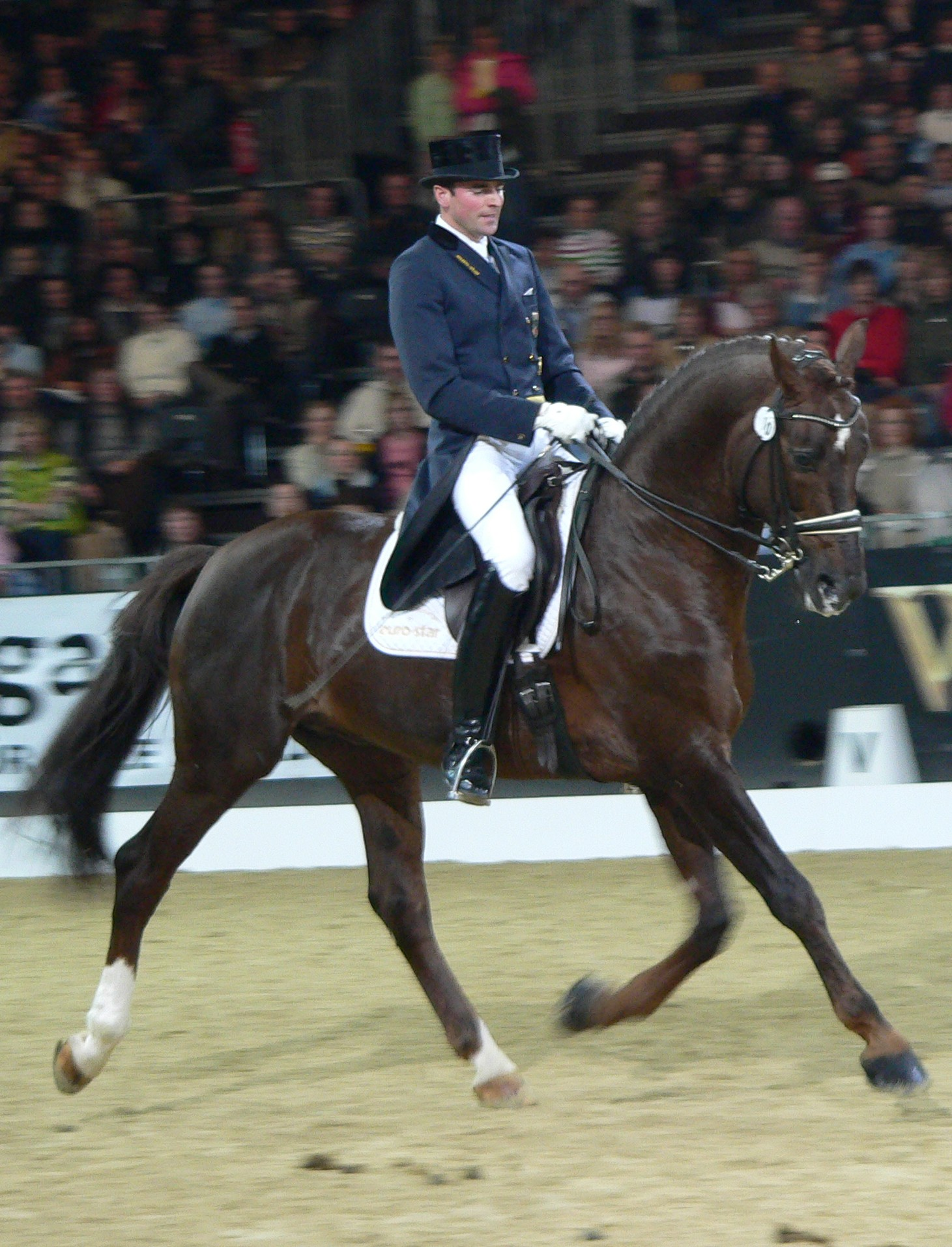
Hannoveriaanse hengst op de Equitana

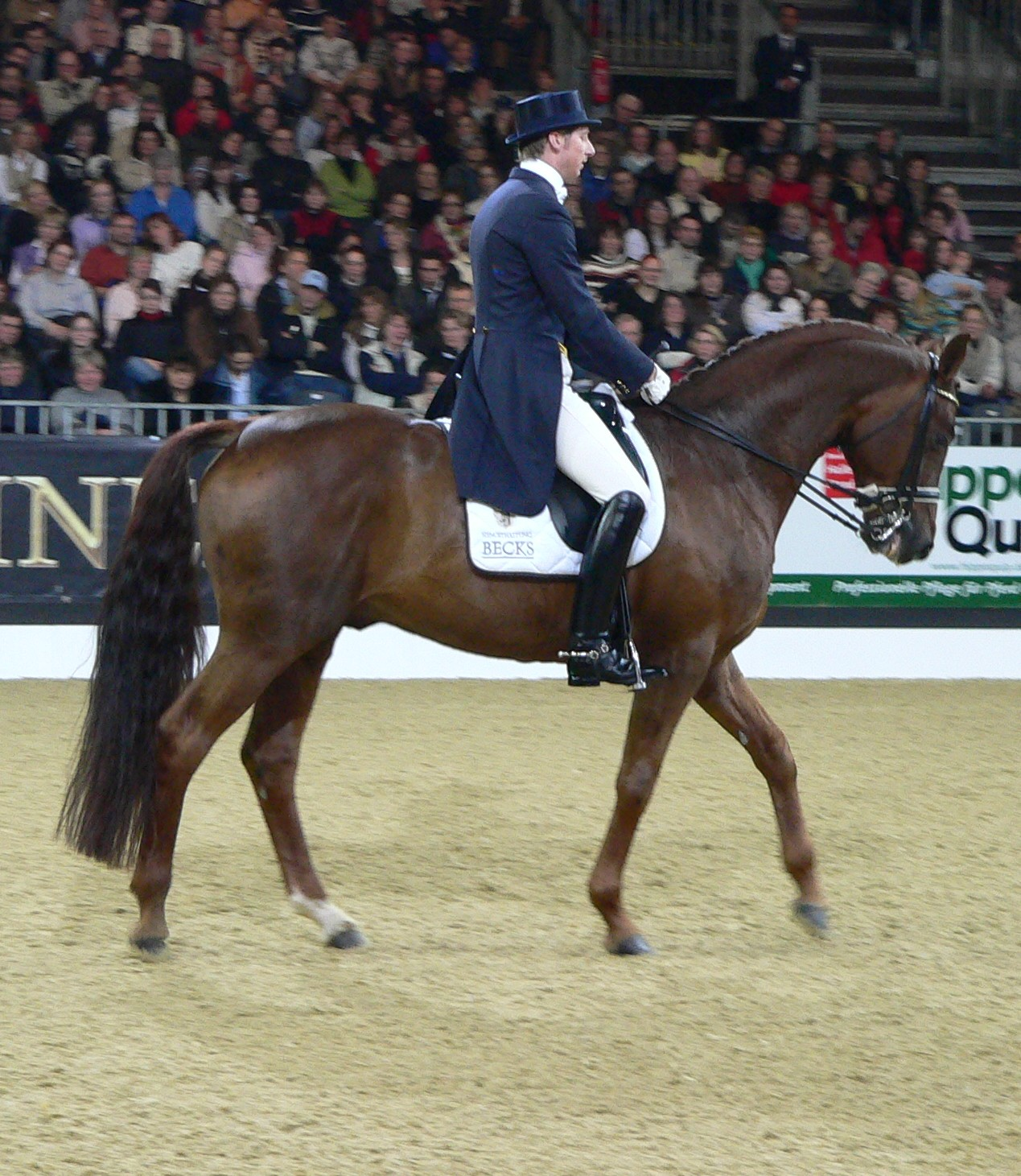
Romantic Boy op de Equitana, 2005

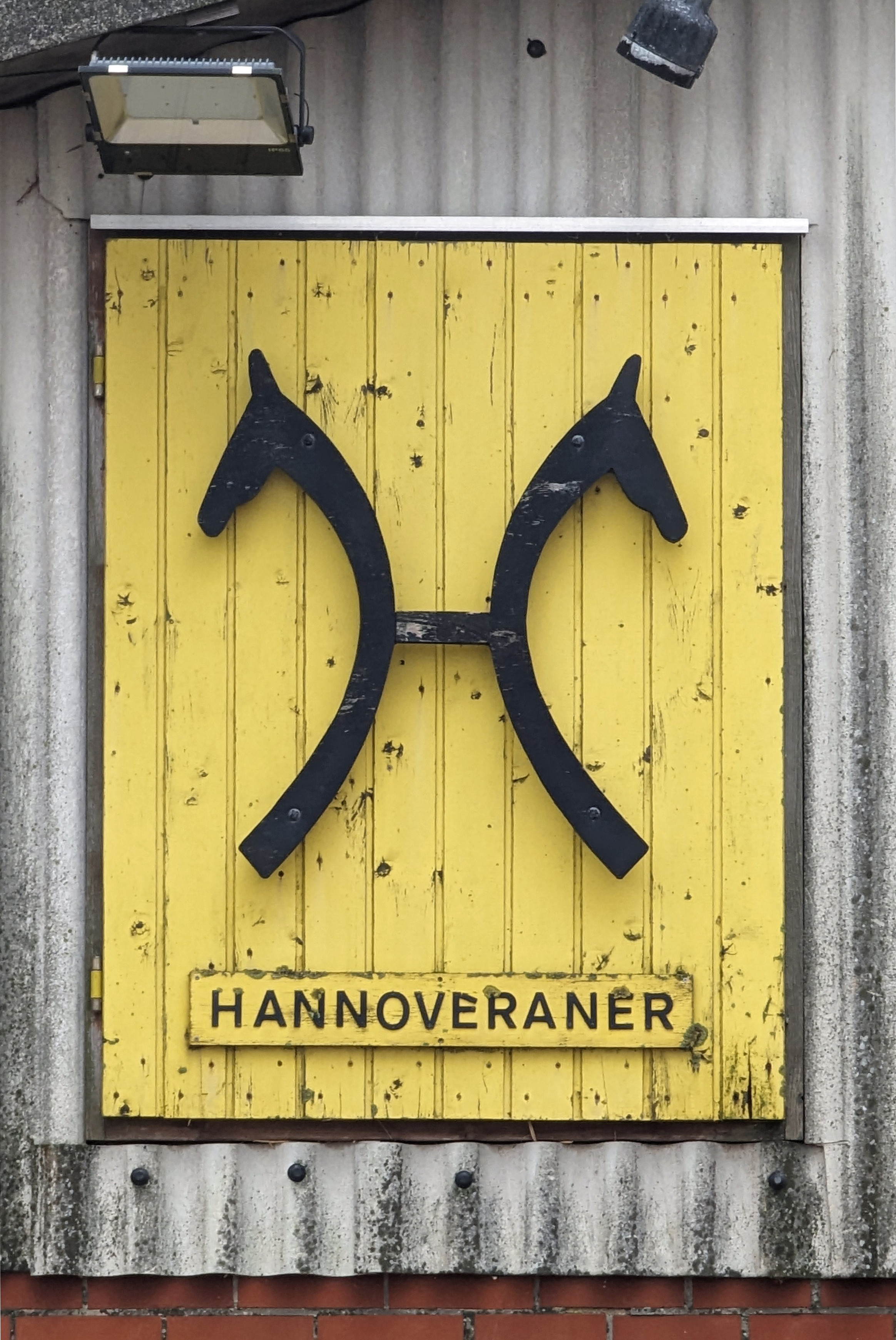
Hannoveraans teken op een paardenstal

De hannoveraan is een warmbloedpaard uit Duitsland. Dit paardenras behoort tot de beste sportpaarden ter wereld. Paarden van dit ras worden gebruikt voor zowel springen als dressuur.

## Geschiedenis
De hannoveraan komt uit Duitsland, om precies te zijn uit de voormalige provincie Hannover, die na de Tweede Wereldoorlog is opgegaan in de deelstaat Nedersaksen. Van deze provincie is de naam van het ras afgeleid. De oorspronkelijke hannoveraan stamt uit de middeleeuwen, het moderne type is ontstaan in het begin van de 18e eeuw.

### Middeleeuwen - WO II
Het Duitse cavaleriepaard uit de middeleeuwen was de voorvader van de hannoveraan. Door het met Spaanse en Arabische paarden te kruisen werd er uit dit robuuste paard een lichter rijpaardras gefokt.
Vanaf 1735 is de hannoveraan officieel en systematisch gefokt. In dat jaar richtte de Engelse koning George II (keurvorst van Hannover) het beroemde Landgestüt Celle op. Dit is nu nog steeds de vestigingsplaats van de officiële stoeterij. Het doel van George II was de plaatselijke bevolking tegen een kleine vergoeding hengsten van goede kwaliteit aan te bieden. De eerste paarden die op de stoeterij stonden waren holsteiners met vooral Andalusisch en Napolitaans bloed. Later werden er Engelse paarden, voornamelijk Engelse volbloeden ingevoerd. Op die manier kreeg de hannoveraan meer rijpaardkwaliteit. Het doel was om een veelzijdig paard te fokken, dat op het land kon werken maar dat ook geschikt was als imposant rij- en tuigpaard. Het stamboek, genaamd 'Verband Hannoverischer Pferdezüchter', werd opgericht in 1922.

### Na de Tweede Wereldoorlog
Kort na de Tweede Wereldoorlog was er een sterke teruggang in de paardenfokkerij. Veel stoeterijen werden opgeheven. De paarden van die stoeterijen werden naar Landgestüt Celle gebracht. In 1940 stonden er 580 hengsten en 34.000 merries ingeschreven. In 1960 waren deze aantallen 150 en 7400. De aantallen zijn ondertussen weer aanzienlijk gestegen, dankzij de opkomst van de paardensport en het succes van deze sportpaarden.
In de periode na de Tweede Wereldoorlog werden de hannoveranen gekruist met Oost-Pruisische rassen en Engelse volbloeden. Verder werden de hengsten getest op hun kwaliteiten als rijpaard, hun gangen, aanleg voor het springen, hardheid, karakter, temperament en gezondheid. Nog steeds is de fokkerij voor een belangrijk deel een staatsaangelegenheid. Met 16.000 fokmerries is de stoeterij in Hannover de grootste ter wereld.
De tegenwoordig belangrijkste (nog bestaande) oude bloedlijnen zijn die van de hengsten Adeptus, Flingarth, Goldschaum en Devil's Own.

## Kenmerken

### Exterieur
Hannoveranen zijn grote en imposante paarden. De stokmaat van de hannoveraan ligt meestal tussen de 1,60 meter en de 1,75 meter. Ze hebben een niet heel erg edel hoofd, maar wel een erg sympathieke uitstraling. De hals is lang en gespierd, evenals de rug. De schouder is schuin. Het paard heeft veel massa en is lang en breed. Ze hebben een stevige botstructuur en krachtige benen met sterke droge gewrichten. Soms ietwat kleine voeten. De staart is hoog ingeplant en wordt hoog gedragen.
De meest voorkomende kleuren zijn vos en bruin, maar zwart en schimmel komen ook voor.

### Bewegingen
Hannoveranen hebben een lange stap, een energieke draf en een veerkrachtige galop. Alle gangen zijn erg ruim en er is weinig knieactie. Ook hebben ze een uitstekend springvermogen.

### Karakter
De hannoveraan heeft een attent en leergierig karakter met een evenwichtig temperament. Het ras staat bekend om zijn betrouwbaarheid.

### Brandmerk
Alle hannoveranen krijgen bij opname in het stamboek een bepaald brandmerk. Dit brandmerk wordt op de linkerbil van het paard gezet. Aan het brandmerk is te zien dat het om een echte hannoveraan gaat en dat hij is opgenomen in het stamboek.

## Gebruik
De hannoveraan behoort tot de succesvolste dressuur- en springpaarden. Het is een zeer geschikt rij- en sportpaard dat eigenlijk in alle disciplines van de paardensport kan worden gebruikt. Het paard is stevig gebouwd en ook geschikt als koetspaard in de mensport.

## Afbeeldingen

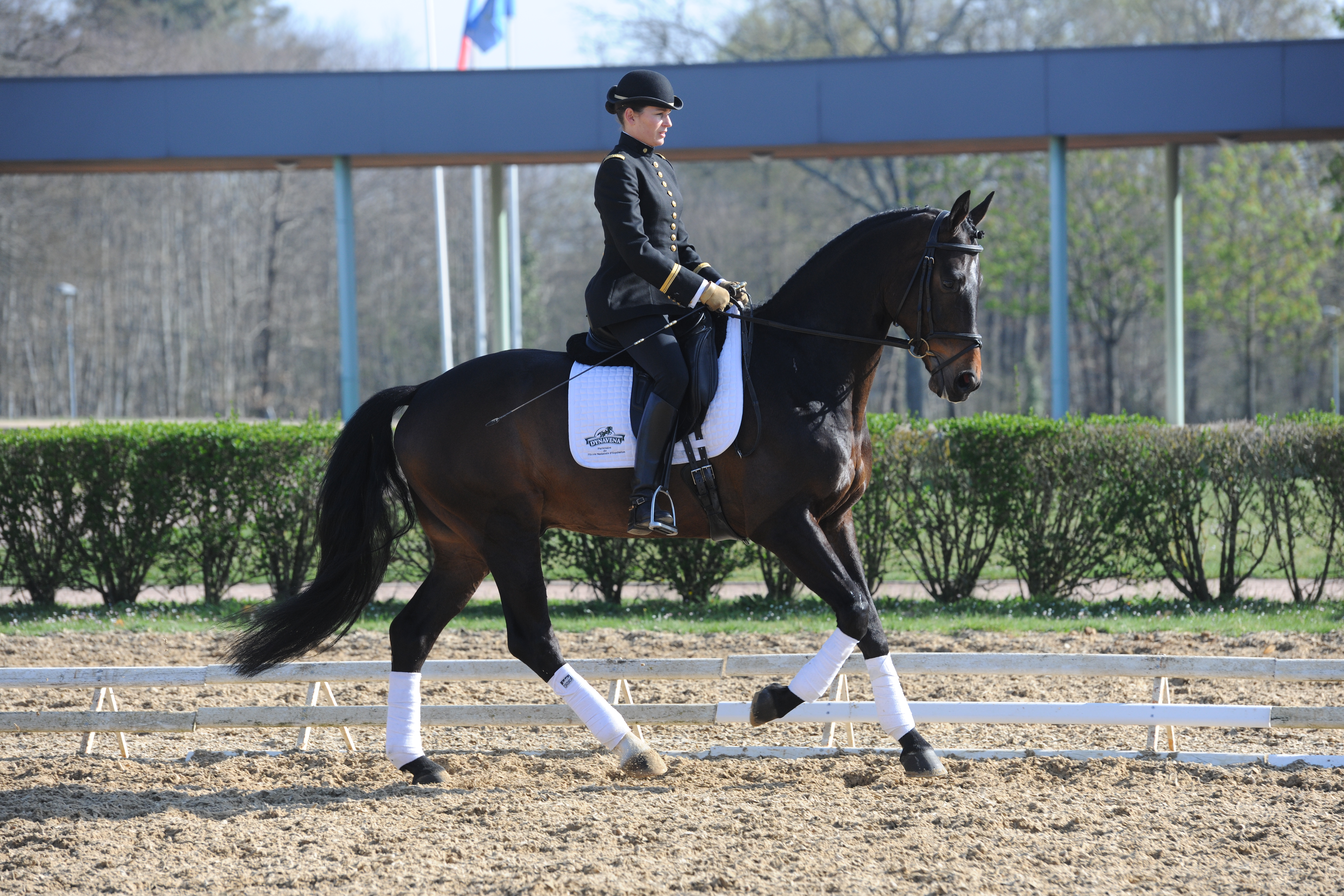
Laurence Sautet met Sontero
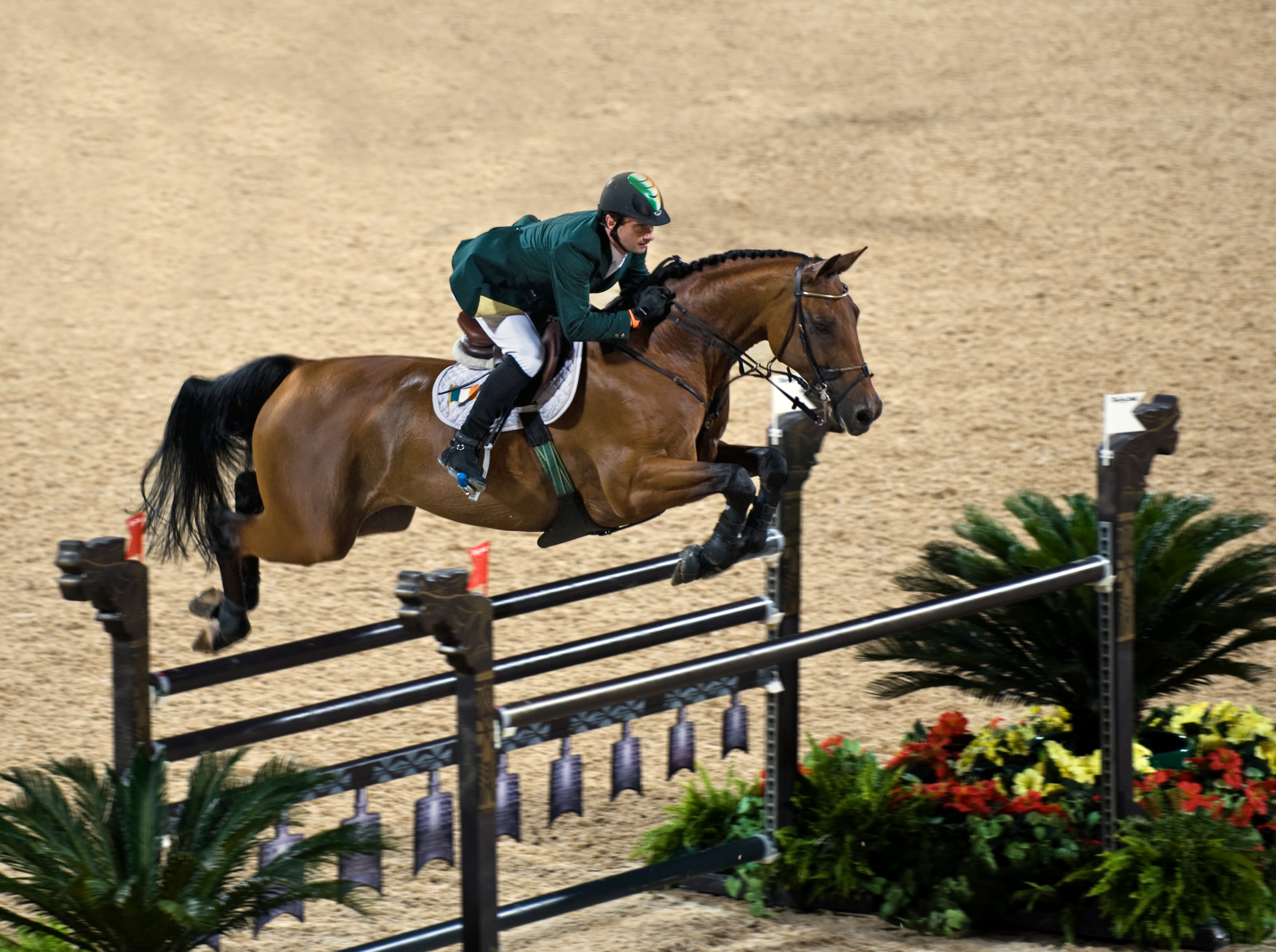
Denis Lynch met Lantinus
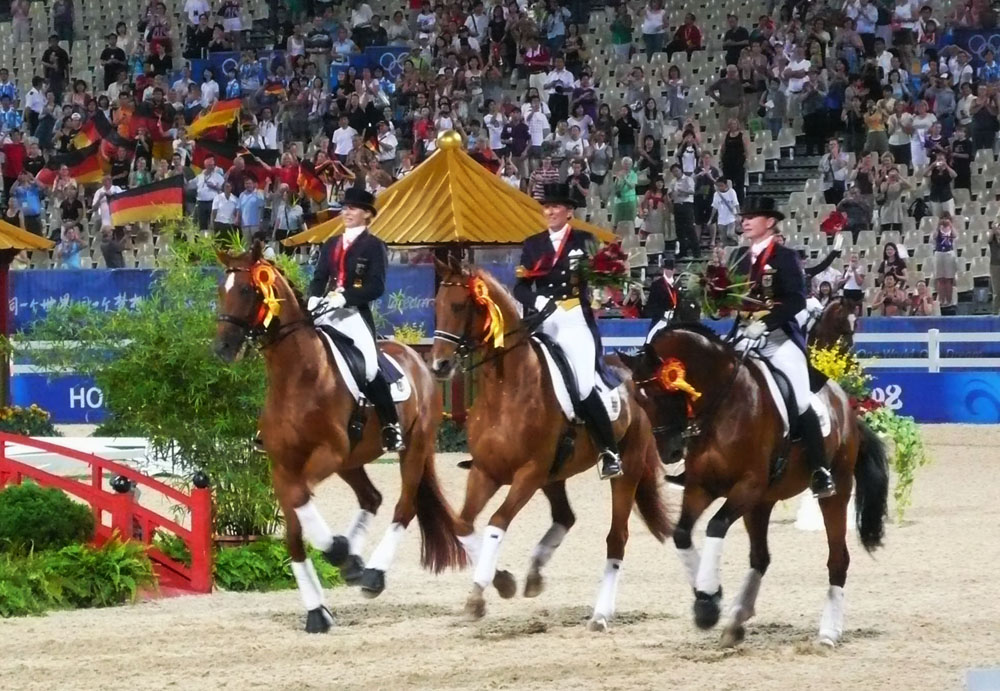
Dressuurteam Duitsland, goud in Peking 2008
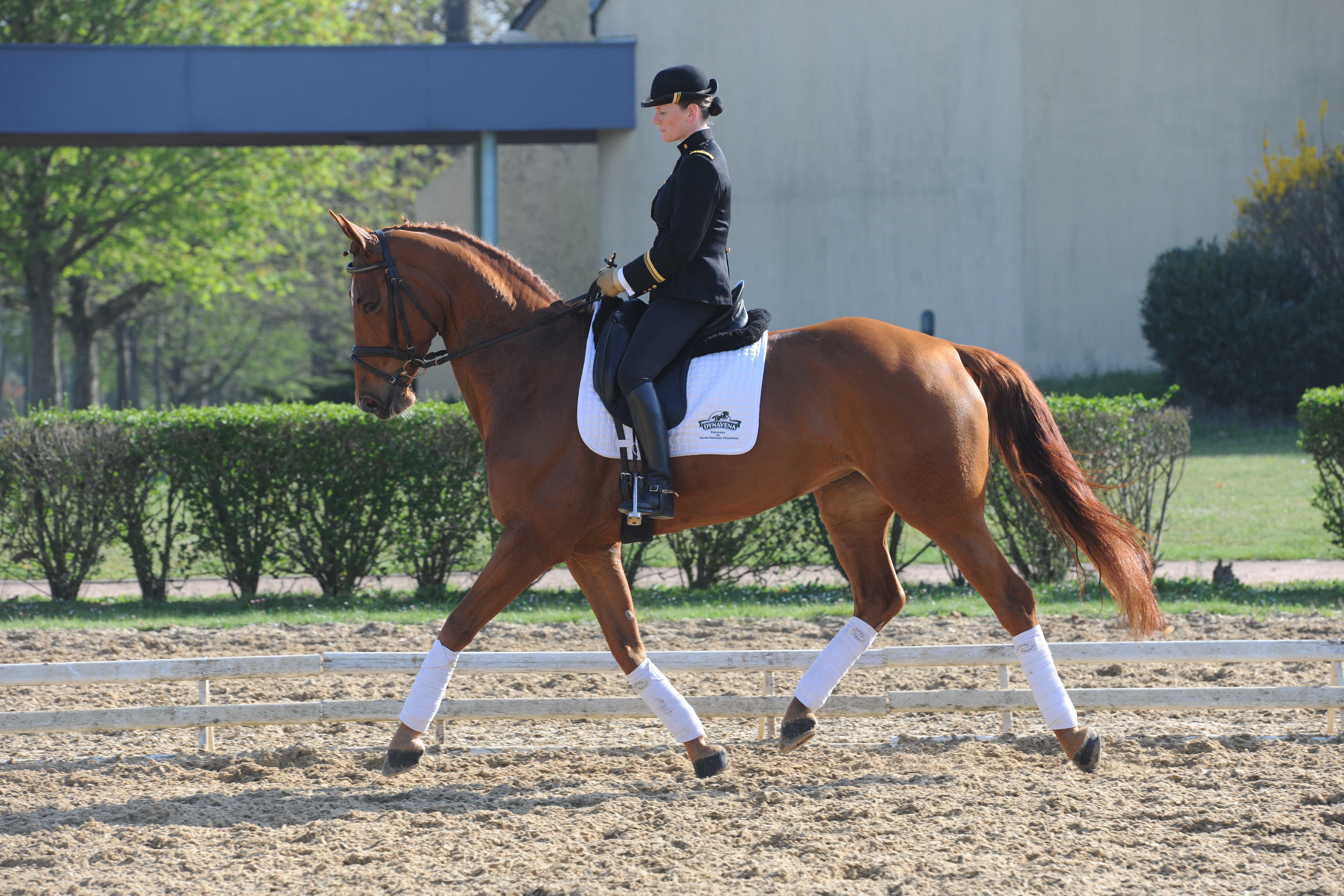
Nadege Bourdon met Rapsodie